# 이온 타카하기
이온 다카하기는 이바라키현 다카하기시에 소재하고 이온 리테일 주식회사 가 운영및 관리하는 백화점이다 .